# Ambroży Moszyński
Ambroży Stanisław Moszyński (ur. 7 grudnia 1894 w Wasilsursku, Rosja, zm. 21 maja 1941 w Warszawie) – polski zoolog, wybitny znawca skąposzczetów.

## Życiorys
Od 1913 studiował nauki biologiczne na Uniwersytecie Moskiewskim, ale po wybuchu I wojny światowej przerwał studia. Powrócił do nauki w 1920 wstępując na Wydział Filozoficzny Uniwersytetu Poznańskiego, gdzie pod kierunkiem prof. Antoniego Jakubskiego i Jana Gabriela Grochmalickiego studiował zoologię. Od 1921 był młodszym asystentem prof. Grochmalickiego w Zakładzie Zoologii Uniwersytetu Poznańskiego, w 1923 uzyskał tytuł magistra i złożył egzamin nauczycielski, a także został starszym asystentem. Dwa lata później obronił pracę doktorską "Materiały do fauny skąposzczetów wodnych (Oligochaeta limicola) Wielkiego Księstwa Poznańskiego", w 1927 zrezygnował z pracy na uczelni i został nauczycielem biologii w Państwowym Gimnazjum i Liceum im. Ignacego Jana Paderewskiego, a następnie Państwowym Gimnazjum i Liceum im. św. Jana Kantego. Podczas pisania pracy doktorskiej zebrał bogate materiały dotyczące skąposzczetów, które wykorzystywał do prowadzonej równolegle do zawodu pedagoga pracy naukowej. W grudniu 1939 razem z rodziną został wysiedlony z Poznania do Warszawy, gdzie wykładał biologię na tajnych kompletach konspiracyjnego Uniwersytetu Warszawskiego. Żył w bardzo skromnych warunkach, które doprowadziły do wyniszczenia organizmu i śmierci w maju 1941. Pochowany na cmentarzu Powązkowskim w Warszawie (kwatera 331a-1-14).

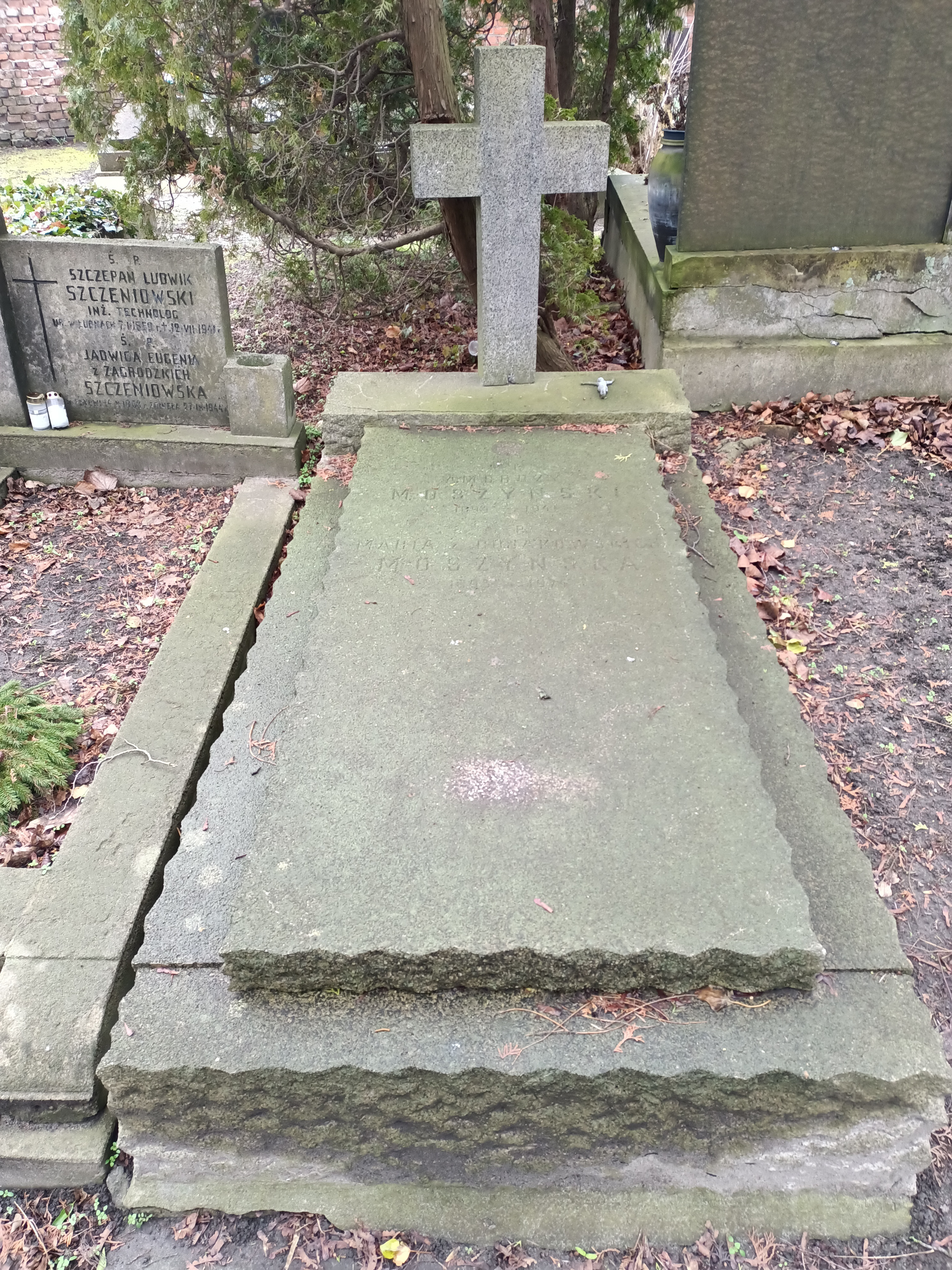
Grób Ambrożego Moszyńskiego na cmentarzu Powązkowskim

## Praca naukowa
Prace badawcze Ambrożego Moszyńskiego obejmowały morfologię, systematykę i ekologię skąposzczetów z różnych środowisk, cieszył się opinią jego z najważniejszych specjalistów w tym zakresie. Naukowcy z innych krajów przekazywali mu materiały i preparaty, które sprawdzał, badał i oznaczał. Odkrył występowanie na terenie Polski 43 gatunków, których obecności wcześniej nie stwierdzono, a z których 10 stanowiło gatunki nowo odkryte. Przygotował rozprawę habilitacyjną w formie przygotowanej do druku monografii "Skąposzczety (Oligochaeta) Polski i niektórych krajów sąsiednich", a także klucz do oznaczania skąposzczetów, monografię opublikowano po 1945 pod redakcją jego żony.
Ambroży Moszyński był pierwszym zoologiem, który opisał w literaturze skąposzczety pasożytujące w jamie skrzelowej skorupiaków i mięczaków oraz komensalistyczne gatunki, które żyją wśród kolonii myszołowów.